# Джейден Богл
Джейден Іан Богл (англ. Jayden Ian Bogle, нар. 27 липня 2000, Редінг, Англія) — англійський футболіст, фланговий захисник клубу «Лідс Юнайтед».

## Ігрова кар'єра

### Клубна
Джейден Богл народився у місті Редінг і займатися футболом почав в академії місцевого клубу «Редінг». Після чого він перебрався до клубу «Свіндон Таун». З 2016 року Богл виступав за молодіжні команді клубу «Дербі Каунті». В кінці сезону 2017/18 Богл був переведений до першої клубної команди. 14 серпня 2018 року Богл зіграв свою першу гру на професійному рівні, коли вийшов з перших хвилин на гру Кубка ліги проти «Олдхем Атлетік». 18 серпня у грі проти «Міллволла» Богл дебютував у Чемпіоншип. 27 вересня 2018 року футболіст підписав з клубом чотирирічний контракт.
У вересні 2020 року Богл перейшов до клубу «Шеффілд Юнайтед», з яким підписав чотирирічний контракт. 20 грудня у грі проти «Брайтон енд Гоув Альбіон» захисник дебютував у Прем'єр-лізі.
В липні 2024 року Богл приєднався до «Лідс Юнайтед», підписавши з клубом контракт на чотири роки.

### Збірна
В 2020 році Джейден Богл провів чотири гри в складі юнацької збірної Англії (U-20).

## Титули
Індивідуальні
- Кращий молодий гравець сезону в «Дербі Каунті»: 2018/19[10]